# Pablo Gabriel Torres
Pablo Gabriel Torres (n. Avellaneda, Argentina, 10 de marzo de 1984), es un exfutbolista argentino, naturalizado mexicano, su último club fue el Cruz Azul de la Liga MX.

## Trayectoria
Llegó a México en el 2006 para el Cruz Azul en donde tuvo escasa participación; tan solo 40 minutos en el torneo clasificatorio mexicano para la Copa Libertadores 2007, razón por la cual fue cedido a la filial del Ascenso MX.
En la temporada 2009-2010 emigra a Uruguay para jugar en el Racing de Montevideo.
En el torneo Bicentenario 2010 pasa a las filas del Atlante UTN (hoy Neza) donde se mantuvo un torneo corto. Posteriormente jugaría el torneo Apertura 2010 para los Venados de Mérida.
En el Apertura 2011 pasa a los Dorados de Sinaloa donde se vuelve un referente del equipo del Pacífico.
Para el torneo Clausura 2012 Daniel Guzmán, técnico de los Tiburones Rojos, solicita a Pablo como refuerzo y en este torneo se destapa con 4 goles. No pudo lucir su mejor futbol tras acompañarse de un limitado plantel que terminó en el último lugar. Destaca un gol de chilena que le anotó al Celaya en la jornada 5 en el estadio Miguel Alemán.
En el torneo Apertura 2012 solo logró una anotación debido a una lesión en el hombro que lo mantuvo alejado varias semanas tras ser intervenido quirurgicamente. Su ausencia fue notoria en la escasez de gol del Veracruz que llevó al club a terminar antepenúltimo de la tabla.
Para el torneo Clausura 2013 regresa totalmente recuperado y en 11 partidos ha marcado 10 goles convirtiéndose en el hombre gol de los Tiburones Rojos ganándose el reconocimiento de la afición y convirtiéndose en uno de los jugadores más populares. En la fecha 2 de este torneo nuevamente se hace presente en el estadio Miguel Alemán ante el Celaya marcando el empate momentáneo a 1 gol con un gol de media tijera.
Para 2013, regresó a Cruz Azul Hidalgo, en 2014, debido a la venta del equipo, Subió a la Primera Equipo, Gracias a su Carta de Naturalización que le permitirá Jugar como Mexicano.
Fue citado para jugar el Mundial de clubes que se disputara en Marruecos. Dado a la prórroga que se le dio a Cruz Azul de negociar Jugadores después del draft, fue negociado por Alebrijes, y se convirtió en Nuevo Refuerzo. solo estuvo 1 temporada, ahora jugara en el equipo de expansión, Cimarrones, luego de una temporada en sonora donde convirtió 2 goles, es adquirido por el club dorados de sinaloa en su primer partido anota un gol en la victoria 5 a 1 sobre tampico madero.
Con 18 partidos jugados y 8 goles convertidos conquista el campeonato Ascenso Bancomer Mx 2016.

## Clubes
| Club                 | País      | Año       | PJ | Goles |
| -------------------- | --------- | --------- | -- | ----- |
| Independiente        | Argentina | 2003-2006 | 5  | 0     |
| Cruz Azul Hidalgo    | México    | 2006-2008 | 73 | 24    |
| Racing               | Uruguay   | 2009-2010 | 14 | 5     |
| Atlante UTN          | México    | 2010      | 9  | 4     |
| Mérida               | México    | 2010-2011 | 16 | 5     |
| Dorados              | México    | 2011      | 14 | 9     |
| Veracruz             | México    | 2012-2013 | 41 | 15    |
| Cruz Azul Hidalgo    | México    | 2013-2014 | 6  | 2     |
| Cruz Azul            | México    | 2014      | 1  | 0     |
| Alebrijes de Oaxaca  | México    | 2015      | 18 | 0     |
| Cimarrones de Sonora | México    | 2015-2016 | 17 | 2     |
| Dorados de Sinaloa   | México    | 2016-2017 | 20 | 8     |

## Logros
Debuta a los 15 años en la reserva de C.A. Independiente (vs Lanús 2000)
- Categoría 1984, mayor cantidad de campeonatos ganados "4 en 6 años" en la historia del C.A.I.
- Mejor volante en Uruguay (liguilla libertadores 2009).
- Clasificación histórica al calificar por primera vez el Racing Club de Montevideo De  Uruguay a la copa libertadores
- Campeón Liga de Ascenso Bancomer Mx 2016 con el club Dorados de Sinaloa.